# Байнвиль (Фрайамт)
Байнвиль (Фрайамт) (нем. Beinwil (Freiamt)) — коммуна в Швейцарии, в кантоне Аргау.
Входит в состав округа Мури.  Население составляет 1025 человек (на 31 декабря 2007 года). Официальный код  —  4224.

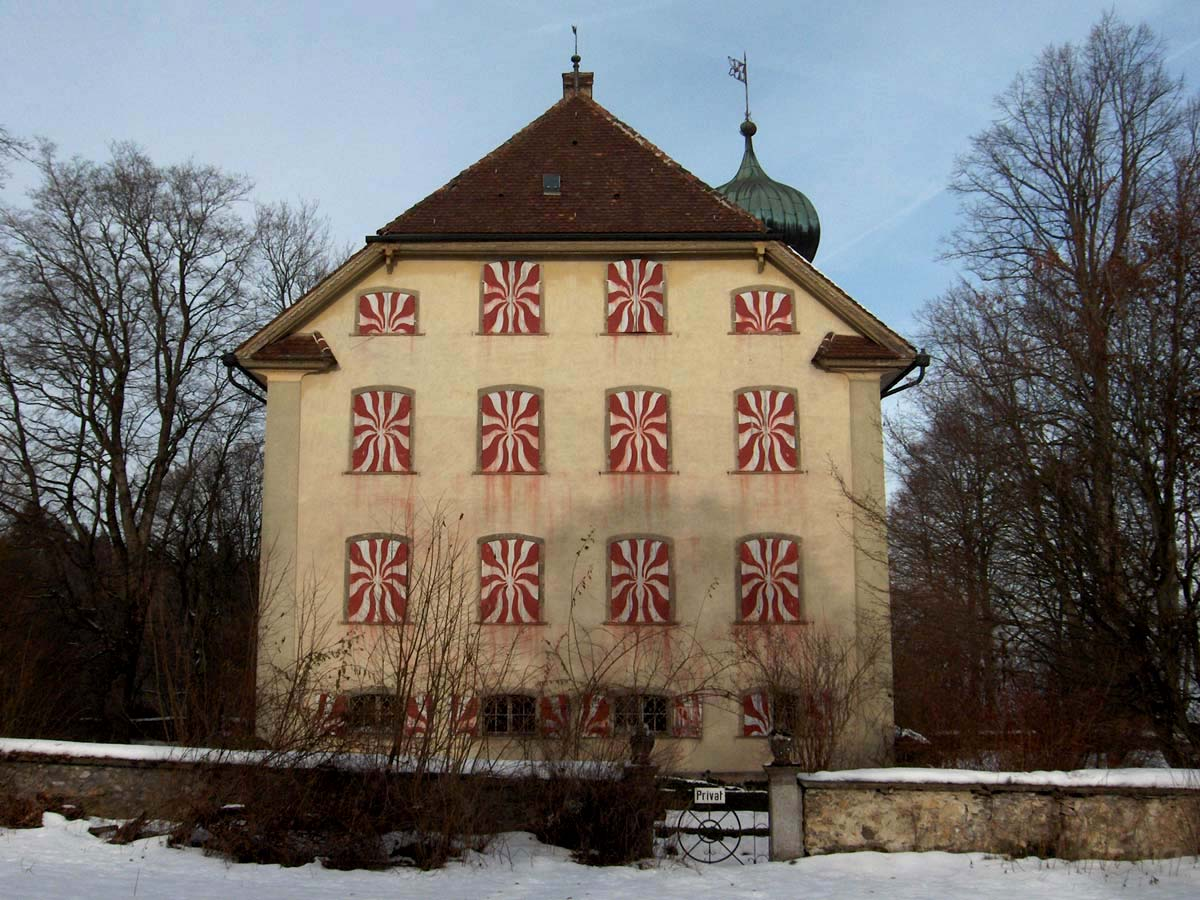
Замок